# Окулярник папуанський
Окулярник папуанський (Zosterops griseotinctus) — вид горобцеподібних птахів родини окулярникових (Zosteropidae). Ендемік Папуа Нової Гвінеї

## Опис
Довжина птаха становить 11-12,5 см, вага 14 г. У представників номінативного підвиду тім'я і верхня частина тіла жовтувато-оливково-зелені, груди жовті, боки оливкові. Навколо очей білі кільця, які перетинаються чорними смугами, що ідуть від дзьоба до очей. Дзьоб світло-коричневий, відносно великий.

## Підвиди
Виділяють чотири підвиди:
- Z. g. pallidipes De Vis, 1890 — острів Россель[en] (архіпелаг Луїзіада);
- Z. g. griseotinctus Gray, GR, 1858 — численні центральні і центрально-західні острови архіпелагу Луїзіада;
- Z. g. longirostris Ramsay, EP, 1879 — острови на південний схід від Нової Гвінеї;
- Z. g. eichhorni Hartert, E, 1926 — острови архіпелагу Бісмарка.

## Поширення і екологія
Папуанські окулярники мешкають на численних островах на схід від Нової Гвінеї. Вони живуть в живуть в рівнинних тропічних лісах.